# ヴィンセント・パターソン
ヴィンセント・パターソン（Vincent Paterson、1959年8月24日 - ）はアメリカ合衆国のダンサー、振付師。
マイケル・ジャクソンの作品に数多く携わっている。

## マイケル・ジャクソンとの共演作品

### Beat It
バックダンサーを務め、ギャングのボスに扮した。

### Thriller
マイケル・ピータースのアシスタントとして振付を手掛けた。

### Smooth Criminal
振付を担当した。ドキュメンタリー映画Bad 25では鏡の前でマイケルと共に踊っている姿を確認出来る。
ヴィンセントの振付にマイケルが独自をアレンジを加えている様子が窺える。

### Blood On The Dance Floor
演出を担当した。